# ROVO
ROVO（ロヴォ）は、日本のバンド。
1995年、勝井祐二、山本精一らが中心になって「宇宙っぽいことをやろう」ということで結成された。芳垣安洋、岡部洋一らの出す圧倒的な高速ダブルドラミングから「人力トランス」とも言われ、Strobo、Soft、NATSUMENなどの後続のグループを生み出すことになった。

## メンバー

### 現在のメンバー
- 山本精一（エレクトリック・ギター）
- 勝井祐二（エレクトリック・ヴァイオリン）
- 芳垣安洋（ドラムス、パーカッション）1996年加入。
- 岡部洋一（ドラムス、パーカッション）1997年加入。
- 原田仁（ベース）
- 益子樹（シンセサイザー）

### 元メンバー
- 岡野太（ドラムス）太陽の塔時代のメンバー
- 広瀬淳二（サックス）太陽の塔時代のメンバー
- 宗修司（ドラムス）Robo時代のメンバー
- 中西宏司（シンセサイザー）2001年加入。2004年11月19日脱退。

## 略歴
1995年、前身となるスペース・ロックバンド「太陽の塔」を結成。6月、法政大学学生会館大ホールで行われたイベント「まぼろしの世界 Vol.1」にてデビュー・ライブ。当時のメンバーは山本精一、勝井祐二、益子樹、原田仁、岡野太、広瀬淳二。
1996年、高円寺20000V「ex:it presents Helter Skelter vol.3」にて、「Robo」の名前でライブを行う。メンバーは山本精一、勝井祐二、益子樹、原田仁、芳垣安洋、宗修司。
1997年2月、恵比寿みるく「Rhythm Freaks」にて、ROVOとしてDJ Force、Moochyらと共演。メンバーは以後レギュラーとなる山本精一、勝井祐二、益子樹、原田仁、芳垣安洋、岡部洋一。その後も渋谷ON AIR、恵比寿ガーデンホールなどでコンスタントにライブを重ねていく。
1998年、初の公式音源としてミニアルバム『PICO!』をリリース。
1999年、新宿LIQUIDROOMにて「Man Drive Trans」というパーティーを主催。
2000年よりフジロックフェスティバルに出演。この頃からMETAMORPHOSEなどの野外フェスティバルに多く出演するようになる。また、2003年からは毎年ゴールデンウィークに日比谷野外音楽堂にて「ROVO presents MDT FESTIVAL」を開催。ジャンルを問わず様々なアーティストと共演している。

## 音楽の特徴
音楽的にはジャーマン・ロックの影響を受け、トランシーな、10分超の長時間に渡る長い演奏が主体。ツインドラムの繰り出す爆発的なリズムと勝井のエレクトリック・バイオリンの掛け合いを披露する。キーボードなども多用し、アルバムによりプログラミング主体の音楽だったり生々しい演奏が強かったりするが、複雑な楽曲のどれもを全て人力で演奏している。

## ディスコグラフィー

### LP
1. VITAMIN!（1998年4月22日　ROAS RECORDING）
2. FLAGE（2002年11月27日）

### カセットテープ
1. まぼろしの世界／太陽の塔（1995年）

### アルバム
1. imago（1999年8月4日　Epic Records Japan）
  - DISC 1

  1. N'DAM　[7:33]
  2. HORSES　[6:57]
  3. LARVA　[9:12]
  4. MATTAH　[8:56]
  5. NUMA　[9:13]
  6. KMARA　[10:30]
  7. EMORMY　[5:45]

  - DISC 2(8cm)

  1. KNM! （BONUS 8CM-CD TRACK）　[6:40]
2. PYRAMID（2000年4月19日　Sony Music Associated Records）
  1. PYRAMID　[43:16]
3. SAI（2001年6月21日　ワーナー・インディーズネットワーク）
  1. 極星　[11:41]
  2. VIDA　[11:25]
  3. RANO　[12:17]
  4. SEER　[10:51]
4. FLAGE（2002年11月21日　ワーナー・インディーズネットワーク）オリコン283位
  1. CANVAS　[13:58]
  2. SUKHNA　[12:02]
  3. CANOA　[5:44]
  4. SPICA　[14:43]
  5. NA-X　[13:12]
  6. MOV　[14:49]
5. MON（2004年11月10日　ファースト・エイド・ネットワーク）オリコン136位
  1. URUMA　[12:06]
  2. LOQUIX　[8:36]
  3. HAOMA　[14:45]
  4. NOV　[5:45]
  5. SARACA　[9:50]
  6. REOM　[10:29]
6. CONDOR（2006年10月18日　WONDERGROUND MUSIC）オリコン70位
  1. AIRES～　[19:07]
  2. n'POPO～　[11:50]
  3. LAND　[23:42]
7. NUOU（2008年6月4日　WONDERGROUND MUSIC）オリコン104位
  1. KOO　[9:00]
  2. OUO　[12:35]
  3. MELODIA　[12:18]
  4. AGORA　[10:52]
  5. CADO　[19:09]
8. RAVO（2010年11月3日　WONDERGROUND MUSIC）オリコン97位
  1. TANGER　[12:50]
  2. ECLIPSE　[11:11]
  3. BAAL　[12:04]
  4. RMD　[13:12]
  5. SINO+　[14:20]
9. PHASE（2012年11月14日　WONDERGROUND MUSIC）
  1. BATIS　[13:11]
  2. COMPASS [9:49]
  3. D.D.E.　[10:03]
  4. MIR　[12:23]
  5. REZO　[21:14]
10. XI (eleven)（2016年10月26日　WONDERGROUND MUSIC）
  1. XI
  2. R.o.N
  3. PALMA
  4. KMARA
  5. LIEGE
11. ROVO（2020年9月9日　WONDERGROUND MUSIC）
  1. SHINO RHIZOME
  2. KAMARA
  3. ARCA
  4. AXETO
  5. NOVOS
  6. SAI

### ミニアルバム
1. PICO!（1998年7月18日　Epic Records Japan）
  1. YVMA!(original TEXT is VITAMI N!)　[6:41]
  2. CISCO!　[10:44]
  3. VITAMIN!　[7:27]
  4. DAKLA!(original TEXT is CISCO!)　[15:56]

### ライブ・アルバム
1. TONIC 2001 (2002年）※本作のみ益子ではなくビル・ラズウェルがミキシングを担当。
2. live at liquidroom 2001.5.16（2002年7月6日/ユニバーサルIMS）
3. LIVE at 日比谷野音 2003.05.05～MAN DRIVE TRANCE SPECIAL～（2003年10月10日）
4. ROVO LIVE at MAGASIN 4 2004.06.04 Brussels,Belgium（2005年7月13日）
5. ROVO LIVE at 京大西部講堂（2007年7月18日）

### ベスト・アルバム
1. ROVO Selected 2001-2004 with Nakanishi Koji（2009年5月5日/WONDERGROUND MUSIC）
  1. CANVAS　[13:59]
  2. SUKHNA [12:04]
  3. NA-X　[13:14]
  4. LOQUIX　[8:22]
  5. REOM　[10:29]
  6. 極星　[11:41]
2. ROVO Selected 2008-2013（2016年7月6日/WONDERGROUND MUSIC）
  1. ECLIPSE
  2. BATIS
  3. HINOTORI
  4. MELODIA
  5. D.D.E.
  6. SINO DUB (from "LIVE at MDT Festival 10th Anniversary 2012")

### DVD
1. ROVO LIVE at 日比谷野音 2004.05.05～MAN DRIVE TRANCE SPECIAL vol.02（2004年10月27日）オリコン113位
2. ROVO LIVE at 日比谷野音 2008.05.05～MDT FESTIVAL～（2009年5月20日）

### その他
1. SINO/PAN-AMERICAN BEEF STAKE ART FEDERATION'S（シノ/全米ビーフステーキ・アート連盟）（2001年7月10日）DATE COURSE PENTAGON ROYAL GARDENとのスプリットシングル
1.シノ[30:35]
2. Phoenix Rising（2011年10月12日）SYSTEM 7とのコラボレーション作品
3. Phoenix Rising LP（2013年9月18日）SYSTEM 7とのコラボレーション作品